# Glace de feu
Glace de feu (titre original : Fire Ice) est un thriller de Clive Cussler et Paul Kemprecos paru en 2002, le troisième de la série Dossiers de la NUMA.

## Résumé
Au cœur de l'ex union soviétique, Mikhaïl Razov, un milliardaire paranoïaque qui prétend descendre des Romanov, veut prendre le pouvoir dans son pays, malade de son économie, de la corruption et d'un misère endémique. Contrôlant dans les profondeurs océanes les gisements de "glace de feu" - du méthane à l'état solide, instable et explosif - et secondé par un moine charismatique, il entend redonner au pays sa "pureté d'origine" et mettre fin au style de vie occidental et matérialiste... Pour arriver à ses fins, il fait disparaître un sous-marin de l'US Navy, et menace de rayer de la carte une ville côtière du Maine.

Au même moment, le vaisseau de recherche de la NUMA, l'Argo, se trouve en Mer Noire dans l'attente d'une équipe de télévision. Les journalistes sont traqués sur une île par des cosaques à cheval. Île qui se révèle bientôt être une base sous-marine, le repaire de Razov.